# Entelecara aurea
Entelecara aurea là một loài nhện trong họ Linyphiidae.
Loài này thuộc chi Entelecara. Entelecara aurea được Gao & Zhu miêu tả năm 1993.